# Xiebinai Erbuhu Xiang
Xiebinai Erbuhu Xiang (kinesiska: 协比乃尔布呼乡, 协比乃尔布呼) är en socken i Kina. Den ligger i den autonoma regionen Xinjiang, i den nordvästra delen av landet, omkring 210 kilometer sydväst om regionhuvudstaden Ürümqi. Antalet invånare är 4 852. Befolkningen består av 2 359 kvinnor och 2 493 män. Barn under 15 år utgör 20,0 %, vuxna 15-64 år 73 %, och äldre över 65 år 5,0 %.
Genomsnittlig årsnederbörd är 399 millimeter. Den regnigaste månaden är juni, med i genomsnitt 119 mm nederbörd, och den torraste är januari, med 1 mm nederbörd.